# Tidal Moon
Tidal Moon är en science fiction-novell skriven av Stanley G. Weinbaum och Helen Weinbaum, och ursprungligen publicerad i december 1938 i tidskriften Thrilling Wonder Stories.

## Handling
Från växten Nympus, som odlas av lokalbefolkningen, på Ganymedes  kan man skapa drogen Crephine. Ben Amherst samlar mineralen för företaget Cree Inc, och omvandlar sedan färgen från blå till röd. På en av sina resor får han följeslag av Kirt Scaler som utger sig vara en turist från Jorden som planerar att stanna i byn Aquia, där en person från företaget arbetar med att på konstgjord väg ändra färgen. Efter flera äventyr ute i naturen börjar Ben Amherst misstänka att Kirt Scaler vet mer om Ganymedes än han utger sig för att göra.
I Aquia upptäcker Ben Amherst att hanelsmannen, Carl Kent, omkommit då en tidvattenvåg dragit fram över Ganymedes. Kirt Scaler börjar alltmer uppvakta Carol medan bosättningen översvämmas, och Ben Amherst blir alltmer svartsjuk då han inser att Kirt Scaler älskar henne. Ionian Products skulle att tjäna en förmögenhet överflöda om de kan använda sig av processen.
Kirt Scaler flyr med formeln, men den visar sig inte fungera på Io då det krävs en slags myr-ägg från Ganymedes, och dessa myror kan inte andas i Ios atmosfär.

### Fotnoter
1. ↑  ”Tidal Moon” (på engelska). Forgotten Futures XI. 1 december 1935. http://www.forgottenfutures.com/game/ff11/html/ffxi.htm. Läst 2 oktober 2014.